# Rundāle (Ort)
Rundāle (auch Pilsrundāle; deutsch Ruhenthal) ist ein Ort im Süden Lettlands und Zentrum der Gemeinde Rundāle (Rundāles pagasts) sowie von 2009 bis 2021 eines gleichnamigen Bezirks (Rundāles novads), der anschließend im Bezirk Bauska aufging. Der Ort liegt nahe der Grenze zu Litauen an der Einmündung der Bērstele in die Īslīce, einen Nebenfluss der Lielupe.

## Geschichte

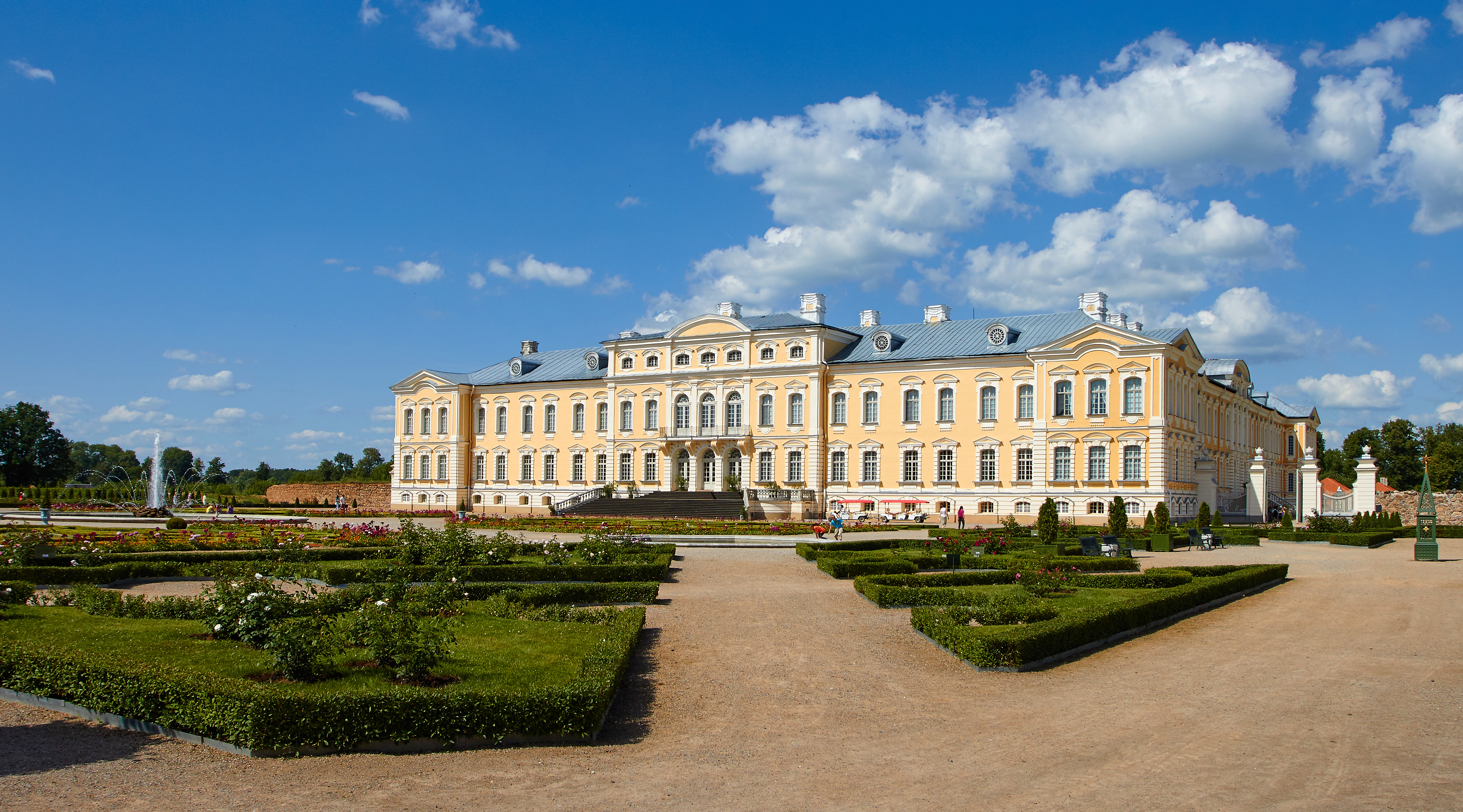
Schloss Rundāle

Der Ort wird erstmals 1280 schriftlich erwähnt, als Konrad von Feuchtwangen, der Landmeister des Deutschen Ordens in Livland, dort eine Burg errichtete. Ab 1736 wurde hier das barocke Schloss Rundāle errichtet. Im Schlosspark erinnern seit dem Jahr 2011 zwei Obelisken aus grauem Granit an die dort begrabenen Soldaten des napoleonischen Krieges und an gefallene deutsche Soldaten des Ersten Weltkrieges.
Ab 1866 gab es eine vom Schloss getrennte Gemeinde. 2009 schlossen sich die Gemeinden Rundāle, Svitene und Viesturi zu einer Verwaltungseinheit, dem Bezirk Rundāle zusammen.

## Rundāles pagasts
Die größten Siedlungen der Gemeinde Rundāle sind Rundāle (auch Pilsrundāle, Gemeindezentrum), Saulaine, Ziedoņi, Mazbērstele, Vecrundāle, Mazmežotne, Punslavas, Priedīte, Lepse, Jāņukrogs und Švirkale.